# Xã Wilcox, Quận Trego, Kansas
Xã Wilcox (tiếng Anh: Wilcox Township) là một xã thuộc quận Trego, tiểu bang Kansas, Hoa Kỳ. Năm 2010, dân số của xã này là 73 người.